# Бен, Георгий Евсеевич
Гео́ргий Евсе́евич Бен (9 марта 1934, Ленинград — 26 мая 2008, Санкт-Петербург) — переводчик поэзии и прозы, литературовед, журналист.

## Биография
Окончил Ленинградский педагогический институт им. А. И. Герцена. Ещё в институте начал переводить стихи, при поддержке Е. Г. Эткинда, преподававшего на факультете зарубежную литературу. По окончании института участвовал в работе семинара Т. Г. Гнедич (в том же семинаре занимались переводчики Василий Бетаки и Галина Усова). Переводил стихи и прозу английских и американских авторов. В частности, в те годы были опубликованы переводы стихов Генри Лонгфелло, Вальтера Скотта, лорда Байрона, Ленгстона Хьюза, Хариндраната Чаттопадхайи, Эдгара По, прозы Редьярда Киплинга, Сомерсета Моэма.
В 1973 году Георгий Бен эмигрировал в Израиль: жил в Израиле, в США, в Мюнхене (работал на радиостанции Свобода), с 1982 года поселился в Лондоне, работал на Би-би-си.
На Западе Георгий Бен перевел на русский язык большое количество книг английских и американских авторов, в том числе: «Мои прославленные братья» Говарда Фаста (переиздано в 2007 г. в издательстве «Захаров»), «Щит Давида» Игала Алона, «Тьма в полдень» Артура Кестлера, «Счастливый новый мир» Олдоса Хаксли. Писал многочисленные статьи и эссе, публиковавшиеся в русскоязычных газетах и журналах в Израиле и в США; среди них — эссе о Т. Г. Гнедич, опубликованное в антологии «У голубой лагуны».
Начиная с 1990-х годов Г. Бен начал приезжать в Петербург и печатать сборники своих переводов стихов в России. За 12 лет было опубликовано 14 книг, среди них: сборник поэтических переводов с английского и иврита «Последнее песнопение», сборник «Сад Прозерпины» — первый русский Суинберн, сборник английских и американских эпиграмм «Пронзенные насквозь», сборник оперетт Гилберта и Салливана, сборник переводов Байрона.
Самой значительной своей работой Георгий Бен считал перевод трагедии Шекспира «Король Ричард III». Этот перевод был сделан ещё в 60-е годы до эмиграции, опубликован же в Петербурге в 1997 году, с послесловием его жены Татьяны (под псевдонимом Татьяна Берг) «Ричард III — „отродье сатаны“ или „добрый король“?». В 2004 году по переводу Бена (в соединении с частями старого перевода А. В. Дружинина) был поставлен спектакль на сцене московского театра «Сатирикон».
В мае 2008 года Георгий Бен приехал из Лондона погостить у дочери в Петербурге, где скоропостижно скончался. Похоронен на Еврейском кладбище в Петербурге.
В ноябре 2014 г. в Петербургском издательстве «Петрополис» был опубликован сборник англоязычных юмористических эпитафий «Не плачь, что нет меня на свете», собранных и переведенных Г. Беном совместно с петербургским переводчиком Владимиром Васильевым.
В 2015 году в издательстве Петрополис вышел сборник переводов Георгия Бена в серии «Корифеи художественного перевода. Петербургская школа».
В 2016 году в издательстве Петрополис вышел сборник «100 зубов и 7 хвостов». Антология юмора. Стихи поэтов Англии и США в переводе Георгия Бена.

## Основные публикации переводов
- Стихи Генри Лонгфелло (примерно 500 строк) — в сборнике «Г. Лонгфелло. Избранное». Москва, 1958
- Стихи Ленгстона Хьюза (примерно 900 строк) — в сборнике «Л. Хьюз. Избранные стихи». Москва, 1964
- Стихи Вальтера Скотта (примерно 300 строк) — в собр. соч. В. Скотта, том 20. Москва-Ленинград, 1965
- Стихи Хариндраната Чаттопадхайи (примерно 500 строк) — в сборнике «Х. Чаттопадхайа. Избранное». Москва, 1967
- Стихи лорда Байрона (примерно 200 строк) — в сборнике «Байрон. Избранная лирика» Москва-Ленинград, 1967
- Два рассказа Редьярда Киплинга — в сборнике «Р. Киплинг. Лиспет. Рассказы». Москва-Ленинград, 1968
- Два рассказа Сомерсета Моэма — в сборнике «С. Моэм. Ожерелье. Рассказы». Москва, 1969
- Говард Фаст. Мои прославленные братья. Роман. Тель-Авив, 1975
- Изменчивость. Поэты Англии и Америки в переводах Г. Бена. Тель-Авив, 1977
- Эмманюэль Литвинов. Путешествие по малой планете. Роман. Тель-Авив, 1978
- Уильям ЛЮС. Прелестница из Амхерста (пьеса об Эмили Дикинсон, стихи также переведены Г.Беном). — Журнал "Америка". 1980, № 289. С.21-36[10]
- Игал Алон. Щит Давида. История израильской армии. Тель-Авив, 1985
- Стихи Редьярда Киплинга — в сборнике «Р. Киплинг. Стихи в переводах Георгия Бена и Василия Бетаки». Париж, 1986
- Георгий Бен. Последнее песнопение. Избранные переводы: 1977—1994. Санкт-Петербург, 1996
- Уильям Шекспир. Король Ричард III. Санкт-Петербург, 1997
- Стихи Эдгара По (около 200 строк) — в сборнике «Э. А. По. Стихотворения.» Санкт-Петербург, 1998
- Герман Вук. Внутри, вовне. Роман. Иерусалим — Ростов-на-Дону, 1999
- Хилэр Беллок. Стихи для детей и взрослых. Перевод и предисловие Г. Бена. Москва, 2001
- Алджернон Чарлз Суинберн. Сад Прозерпины. Стихи. Предисловие, перевод и примечания Г. Бена. Санкт-Петербург, 2003
- Слова и мысль. 600 английских афоризмов. Составитель Г. Бен. Санкт-Петербург, 2004
- Стихи Редьярда Киплинга (примерно 500 строк) — в сборнике «Р. Киплинг. Песнь банджо». Санкт-Петербург, 2005
- Джордж Гордон Байрон. «Вальс» и другие стихотворения. Санкт-Петербург, 2005
- Хилэр Беллок. Наполеон. Эпизоды жизни. Москва, 2005
- Пронзённые насквозь. Английские и американские эпиграммы. Санкт-Петербург, 2006
- Стихи Альфреда Эдуарда Хаусмена (примерно 1000 строк). В сборнике «А. Э. Хаусмен. Избранные стихотворения». Москва, 2006
- Говард Фаст. Мои прославленные братья. Роман. Москва, 2007
- Джеффри Арчер. Дети судьбы. Роман. Москва, 2008
- Уильям Гилберт. Оперетты Гилберта и Салливена («Пензансские пираты», «Микадо», «Гондольеры»). Перевод и предисловие Г.Бена. Санкт-Петербург, 2008
- Стихи Р. Киплинга — в сборнике «Редьярд Киплинг. Мохнатый шмель на душистый хмель». – Москва, 2012
- Стихи А. Ч. Суинберна — в сборнике «Алджернон Чарльз Суинберн. Молю, успейте внять стихам моим...». Москва, 2012
- Сборник англоязычных эпитафий «Не плачь, что нет меня на свете» (совместно с Владимиром Васильевым). Санкт-Петербург, 2014
- Антология юмора «100 зубов и 7 хвостов». Стихи поэтов Англии и США в переводе Георгия Бена. Санкт-Петербург, 2016